# 圣殿骑士团
圣殿骑士团（法語：Ordre du Temple）或神庙骑士团，正式全名為“基督和所罗门圣殿的贫苦骑士团”（拉丁語：Pauperes commilitones Christi Templique Solomonici），是存在于中世纪的天主教军事修士会，乃三大骑士团之一。其成员称为“圣殿骑士”，而高级成员则获许穿着骑士团标志性的绘有红色十字之白色长袍。
圣殿骑士团创立于第一次十字军东征（1096-1099）之後，主要由信奉天主教法国骑士组成。其首领最初駐紮在阿克萨清真寺的一角，該寺位於耶路撒冷圣殿山，传说是建在所罗门王的聖殿之上，因此得其團名。1129年，圣殿骑士团得到罗马教廷正式支持，擁有诸多特权，遂迅速增长其规模、勢力和财富，甚至发展出最早的银行业。圣殿骑士团和十字军的命運密切相关。1291年，圣地陷落，他們失去根据地，天主教的支援也渐渐变少。同时法国国王腓力四世欠下了骑士团大量钱财，為解決財政問題，圣殿骑士团沦为了牺牲品。1307年，其众多成员在法国被捕，残酷审讯後以異端罪名处以火刑。

## 历史

### 建立和兴起

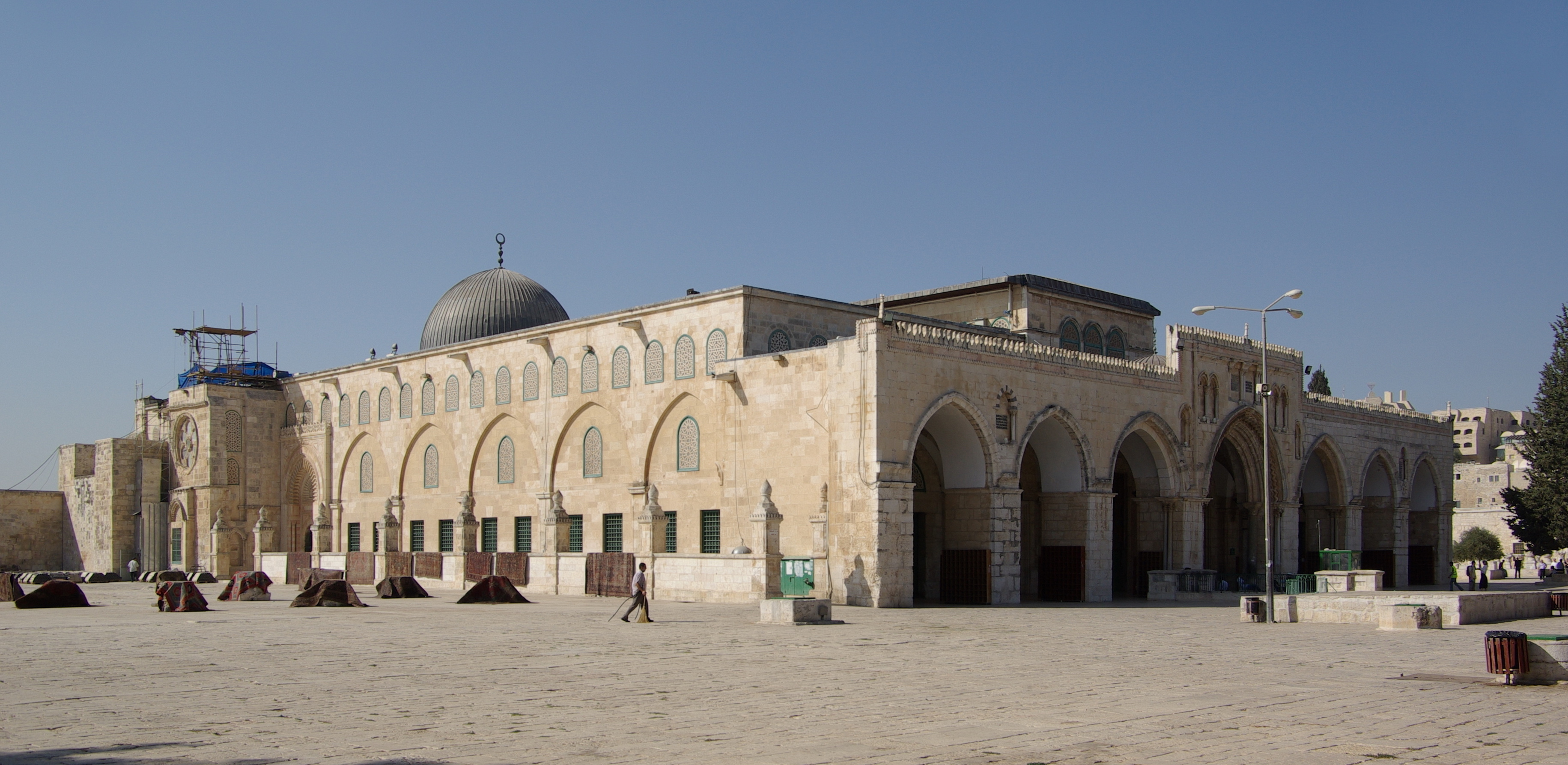
圣殿骑士团最早的总部，耶路撒冷圣殿山的阿克萨清真寺

1098年，十字军攻占圣地耶路撒冷，众多基督徒遂长途跋涉前来朝圣，但朝圣的路途却充满凶险，他們經常被屠杀。約1119年，两位當年參戰的法国贵族雨果·德·帕英和格弗雷·德·圣欧莫，提議成立一个修士会，以保卫朝圣者的安全。耶路撒冷国王鲍德温二世同意，并允许他们以圣殿山的阿克萨清真寺作为根据地。传说該寺建於昔日所罗门圣殿的废墟之上，修士会因此得名“基督和所罗门圣殿的贫苦骑士团”。他們最初只有9名成员，依靠捐助维持。其徽章的双人骑单马图像，象徵着他们的贫困。这种穷困状态很快改變了，基督教世界影响力很大的圣伯尔纳铎決定支持圣殿骑士团。

### 辉煌
1129年，主教会议在法国特鲁瓦举行，教宗正式承认他們的地位。
从1129年十字军围攻大马士革，到1291年阿卡淪陷，圣殿骑士团几乎参加了所有保卫圣地的战鬥。参战的圣殿骑士团通常僅300人左右，人數不多但战鬥力强大，是冲锋陷阵的主要力量，常能发挥以一当十的角色。
1136年5月，首任大團長雨果·德·帕英去世，第二任大團長 Robert de Craon 繼任。
1139年，教宗依诺增爵二世以教宗诏书授與他們特权地位。圣殿骑士团只对教宗负责，不受国王和地方主教指挥；具有免税特权，還能在其领地收取十一税。他們因此快速发展为教宗的重要力量，成员最多超過2万名。圣殿骑士团守衛聖地的重要堡壘，是保衛耶路撒冷王國的決定性角色。
1148年，法蘭西團長、未來的第三任大團長Everard des Barres 參與並領導第二次十字軍東征。
1149年1月，Everard des Barres 繼任第三任大團長。
1153年，第四任團長 Bernard 戰死於阿什凱隆圍城戰。
1177年11月25日的蒙吉萨战役，耶路撒冷国王鲍德温四世年僅16岁，率领80名圣殿骑士、375名骑兵和几千步兵，大胆攻击阿拉伯萨拉丁的3万人军队，结果後者精锐的马木留克近卫军几乎被全歼，共伤亡2万余人。萨拉丁帶著1/10不到的残餘部隊逃回埃及。
1179年，第八任大團長 Odo of St Amand 戰敗遭薩拉丁俘虜。

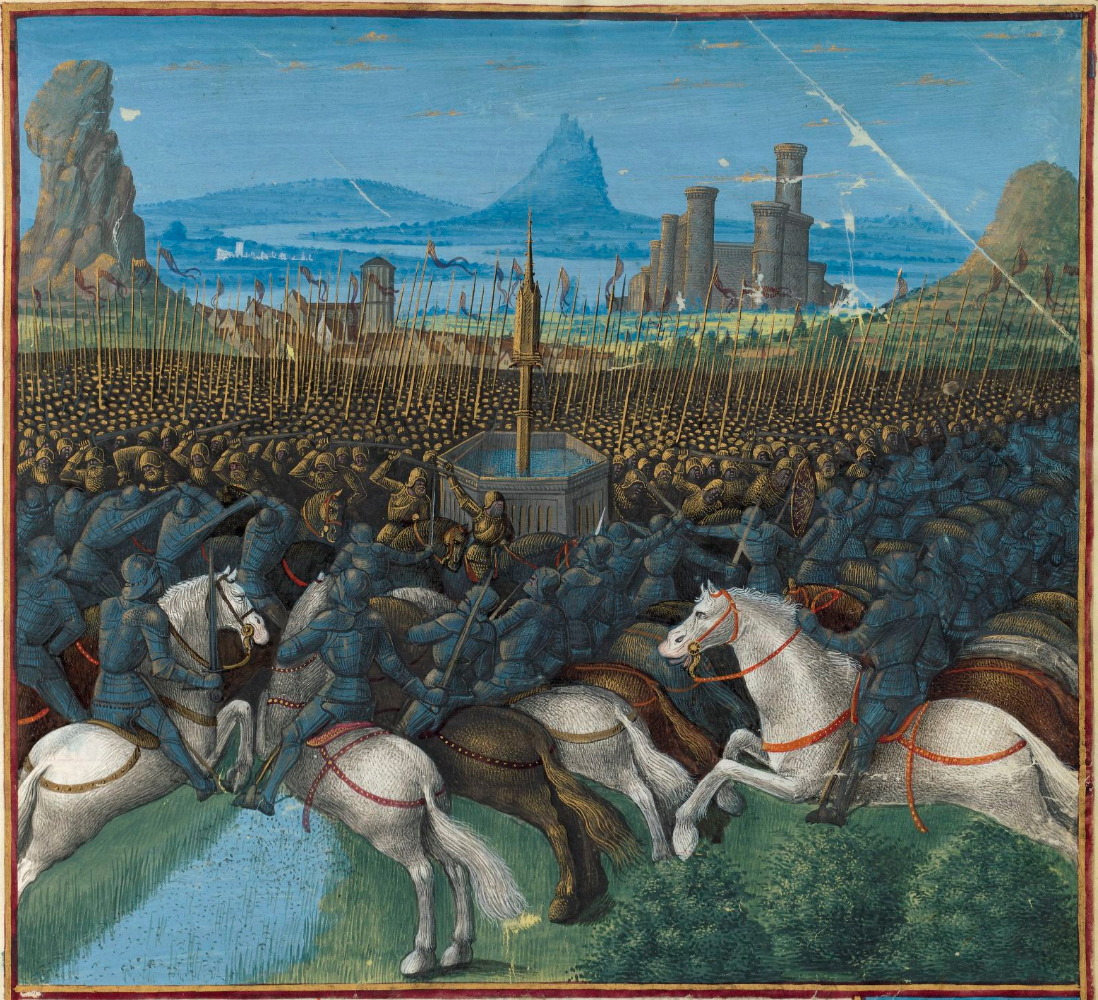
哈丁战役（1189年-1192年）。

1187年的哈丁战役，圣殿骑士团被萨拉丁大军围困，大部分成員非死即伤。同年，萨拉丁攻陷耶路撒冷，圣殿骑士团退出，最後退到塞浦路斯。第三次十字军东征（1189年-1192年）时，圣殿骑士团已經開始式微。
1189年，以加薩城堡為代價，贖回被俘虜的第十任大團長 Gerard。10月，Gerard 在阿卡圍城戰陣亡。
1191年，獅心王理察安排自己的軍事顧問 Robert 成為第十一任大團長，並將賽普勒斯島賣給騎士團。
1250年，為了贖回法國國王路易九世，先搶劫騎士團財產，再予以賠償。因為騎士團信守<絕不挪用存款>的誓言。當時騎士團已是歐洲最具信譽的金融機關之一。

### 滅亡
聖殿騎士團初期得到極多地產，奠定其發展基礎，其後發動募捐組團海外朝聖，又從事銀行業與商業以壯大資產。他們掌握東西方之間的商業活動，各地擁有分支機構，法國和英國甚且一度將國王御庫委託其保管。聖殿騎士團在當時金融圈舉足輕重，使人認為富甲天下，卻因此成為其毀滅的原因。
1268年，馬木路克的拜巴爾攻陷雅法。
1274年里昂會議提議合併聖殿、醫院、條頓三大騎士修會團，以便收復耶路撒冷，因西班牙國王們不願意放棄自己地區性的修會而遭到否決。
1291年，十字軍於黎凡特地區最後的領土阿卡城遭馬木路克鐵騎攻陷，耶路撒冷王國正式宣告灭亡。圣殿骑士团和医院骑士团撤退到賽普勒斯，再返回法国。他們是法国国王的大债主，拥有几千座城堡和巨额财富，因此受到国王和主教的嫉恨。法国国王腓力四世羅織“異端”罪名剷除他們。

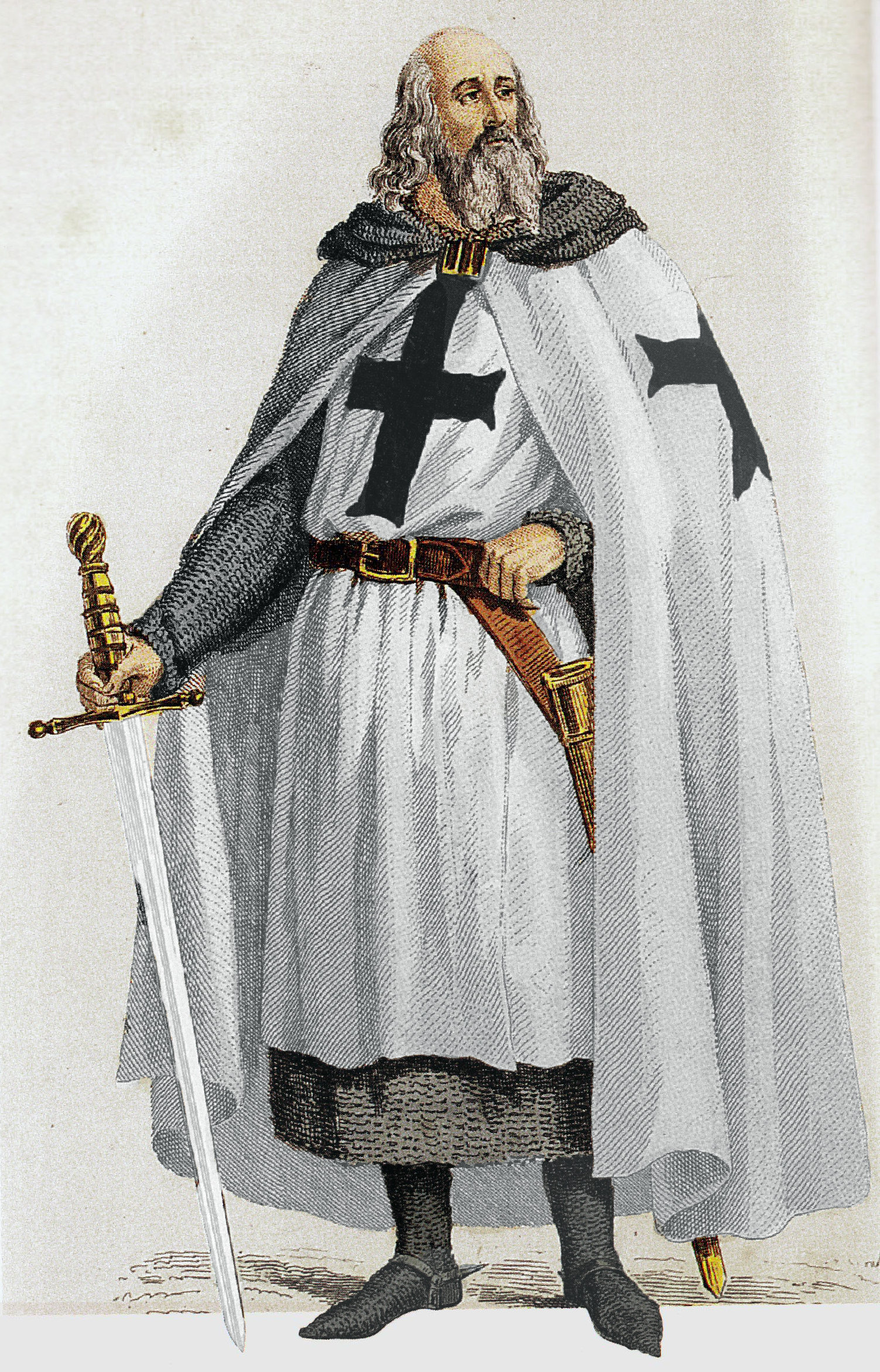
雅克·德·莫莱，十九世纪Chevauchet的彩色制版

1307年10月13日星期五（这是“黑色星期五”的由来之一），事前並無任何徵兆，全法國的圣殿骑士团成员几乎都被逮捕，並被限制使用任何财产，以防止被移轉出國。原因是以精明能干著稱的“美男子”法王腓力四世已先廣发密函，命令各地官員同時執行他的整肅行動。巴黎一地就逮捕了138名，包括其大团长雅克·德·莫莱。他們很多死於审讯，其余处以火刑。
教宗克勉五世對腓力四世的行為感到厭惡，曾多次要求將審判權交付教會，但未得到腓力四世同意。

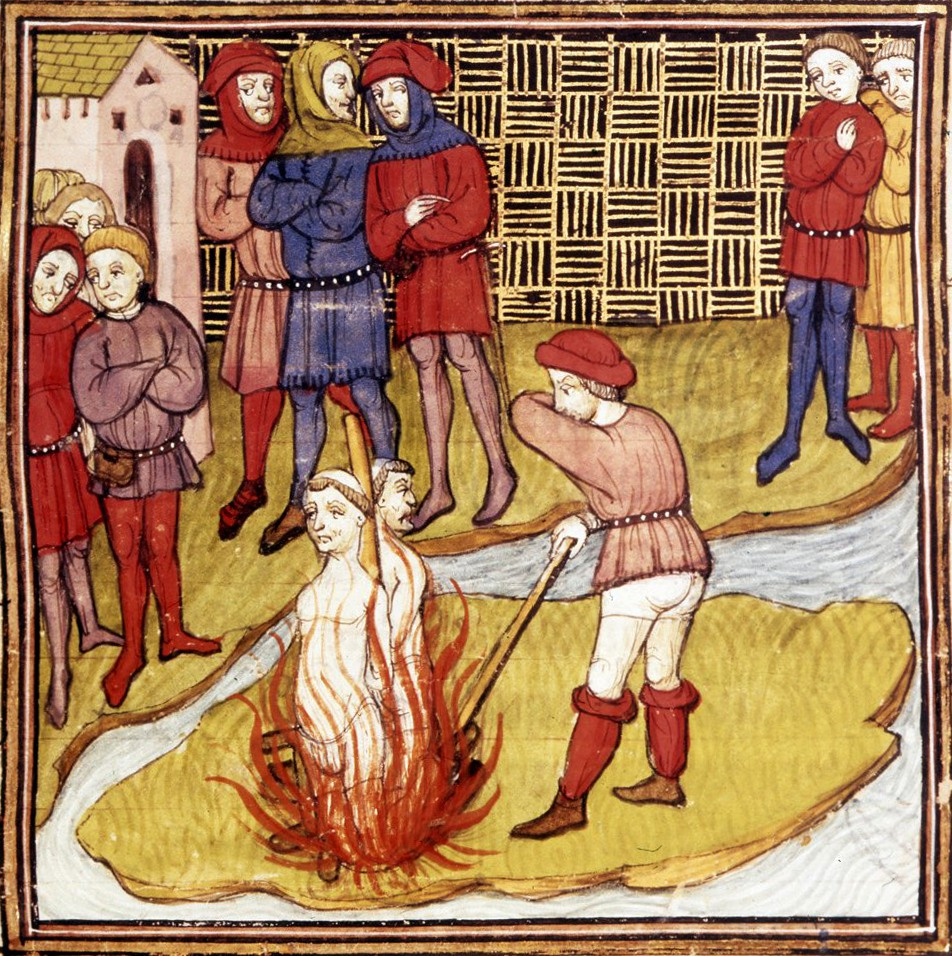
两个圣殿骑士团成员被处以火刑，15世纪法国手繪圖

1312年，法王腓力四世提出要求，克勉五世宣布解散圣殿骑士团。西班牙和葡萄牙的骑士团改組成两个新的骑士团：西班牙蒙特薩騎士團和葡萄牙基督騎士團。其龐大的財產授予醫院騎士團。
1314年，莫莱在上火刑架之前，诅咒法王腓力四世和克勉五世，说他们会在一年内面临永恒的审判。事實的確與之符合。克勉五世一个月後終於不敵長期纏身的腸道疾病辭世，而腓力四世則在半年後打猎时突然中風猝逝。
2001年，一名意大利女學者Barbara Frale在梵蒂冈找到秘密资料奇农羊皮纸，這份拷贝中清晰的发现騎士團其實是被裁定「可能悖德，未至異端」，而且克勉五世早在1308年就赦免了德·莫莱的罪行，还包括其他所有被审判的领袖，但德·莫莱没有见到這份赦免，並不知道克勉五世早已从基督教的本质以及内心深处赦免了他们，然而克勉五世因受制於法王腓力四世而不敢在生前公布。

## 體制
圣殿骑士团的标志衣装是白色制服外加白色长袍。1147年第二次十字军东征後，白色长袍的左肩再绣上红色十字，开始是等边十字，後来為八角十字。徽章是两名持盾和矛的骑士共骑一匹马，盾上绘有红色十字。它象徵其成员是贫穷的骑士，后来演繹为成员的袍泽情谊。法王腓力四世則將該騎士團的徽章擴大解釋，認為聖殿騎士團的團員們有同性戀的傾向，以此網羅罪狀，加以定罪。圣殿骑士团的口号是“God wills it.（神的旨意）”，还有拉丁語：。翻译成英語：（非为了我们，上主啊，是为歸榮耀予祢的名）。
圣殿骑士团的首领称为宗师、大团长或总团长（The Grand Master），是以选举产生的终生職位。大团长直接对教宗负责，不受国王和各地主教控制。团员分三阶层：
- 骑士（Knights）：他们是骑士团最精锐战士和骑士团的象征，通常拥有三至四匹战马及重骑兵装备和一至二名骑士侍从（侍从一般情况下不属于骑士团，而是被骑士本人雇佣），他们获准穿着标志性的背部绘有红色十字的白色长袍以象征慈悲与纯洁。因为骑士团本身并没有赐予平民以骑士头衔的权利，所以没有骑士头衔的成员无法加入此阶级。[21]
- 军士（Sergeants）：他们是由骑士团从平民家庭中吸收的成员组成，也是骑士团人数最多的阶层，他们保证骑士团的日常运作并负责如行政管理/武器制造/建筑等后勤工作。而前线上的军士则是和骑士们并肩作战的轻骑兵，他们通常穿着黑色和棕色的衣装。而骑士团内亦有数个重要的资深职位是专门为军士阶层保留，如阿卡金库的卫士指挥官——也是实质上的骑士团海军舰队指挥官。
- 隨軍神父（chaplains）：这个阶层从1139年正式成为骑士团的组成部分之一，这些经过罗马教廷神圣认证（Ordination Priest）的神父们负责整个骑士团组织成员在宗教和精神上的需要。

## 聖殿騎士團领导层的組成
- 大團長：統領全團的靈魂人物，入團者皆需發誓對他效忠。團規戒律甚嚴，其中77~98條都以他為對象。概略如：
  1. 必須住在聖地耶路撒冷（該地早在1127年就是團總部）。
  2. 由13個團神父選出，選舉規章有25條。
  3. 對外代表全團，但政治權力不大，主要是與諸侯的外交工作。
  4. 有騎士團印一枚（監察長也有）。
  5. 全權決定是否參與某一場戰役。他有2名輔佐，負責軍事建議。作戰時，這2人形影不離。
  6. 行軍露營時，帳篷必須是圓型，代表聖墓時常在其心中，且由一名騎士保護。
  7. 有4匹馬，包括一匹戰馬。
  8. 手下有：隨行神父1名、總管1名、撒拉森人秘書1名、隨從1名（有2匹馬）、土耳其輕騎兵1名（嚮導與僕人）、廚師1名、僕人1名（有1匹馬，背負主人的盾牌與長矛）、雜工1名（有3匹馬）、馬童2名。
- 神父長：團裡的二號人物，有4匹馬。大團長不在時，代行其所有權力，包括資產與土地。手下有：隨從秘書1名、隨從1名（有2匹馬）、善戰騎士1名（有3匹馬）、撒拉森人翻譯1名（有馬）、阿拉伯輕騎兵1名、跟班2名、馬童2名。
- 軍團長：負責戰時與平時的所有軍事決策，掌管團裡的武器與戰馬。做彌撒時，他統領所有騎士。作戰時，他直接指揮所有騎士；衝鋒時，他必須親執橫幅前進。大團長出意外時，他維持秩序、管理各單位，並組織選舉。有4匹馬，包括1匹戰馬。手下有：騎士隨從1名、薩拉森輕騎兵1名、跟班2名。
- 騎士總管：類似軍團長的副手，指揮10名騎士，有3匹馬、跟班1名。
- 聖地監察長：類似財政部長，管理聖地和全團的資金，還有團裡人事工作。掌管歐洲與東方之間的經濟貿易交流，重點主要是亞克港口。有4匹馬，包括1匹負重馬。他的手下有：秘書1名、記錄員1名、隨從1名（有2匹馬）、阿拉伯騎兵1名、跟班2名、步行僕從2名。
- 掌旗官：管理團裡的服裝、製作和材料。所有成員的衣著必須合乎規範，例如騎士們的長袍。有4匹馬、不同種類的帳篷兩個。手下有：掌刑官1名、跟班2名、手工製衣團體。
- 聖城監察長：護持團裡至高無上的聖十字架，負責領地治安，直接指揮10名善戰騎士，保護朝聖者和全部朝聖道路暢通安全。有4匹馬，包括1匹戰馬和1匹負重馬。手下有：跟班2名、扈從1名（有2匹馬）、騎馬的薩拉森秘書1名、阿拉伯輕騎嚮導1名。1187年，聖城陷落。此職務取消。
- 行省監察長：由團裡派駐安條克王國或黎波里，代行團務與決策。他管理當地分支據點的內政，包括食物與酒，也負責地方行省的經濟。有4匹馬（包括1匹負重馬）、圓型帳篷1個、地方橫幅1條。手下有參謀1名、隨從1名（有2匹馬）、記錄員1名、撒拉森輕騎兵1名、異教徒翻譯1名。
- 行省內務長：權力極有限，管理當地分支據點的雜務。有4匹馬、跟班2名。

備註
- 騎士與隨從的分別
  - 騎士必須出身貴族，乃聖殿騎士團的主體，先在歐洲的行省分支據點受訓，再派往聖地作戰。每個騎士有3匹馬和跟班1名。盔甲武器都由騎士團提供。隨從則只需是農民或地主資格。
- 隨從也區分官職高低
  - 異教騎兵總管：指揮團裡所有撒拉森輕騎兵和隨扈。
  - 軍團隨從長：管理維修團裡所有武器，類似武器庫總管。
  - 跟班隊長：管理所有跟班。

## 银行业起源
圣殿骑士团在东方和西欧擁有大量地产，甚至曾經包括整座塞浦路斯島。他們在西欧从事高利贷和銀行業，還發行匯票給翻山越嶺隨時可能遭搶的朝聖者，甚至充當保鏢。這龐大資產成為圣殿骑士团在1307年10月13日被屠殺的主要原因，並成為西方世界恐懼「13號星期五」的原因。

## 大众文化
圣殿骑士团在大量文艺作品中出现，其形象正面反面兼有。
出现过圣殿骑士的作品：
- 小說
  - 《撒克遜英雄傳》
  - 《傅科擺》
  - 《達文西密碼》
  - 《聖殿騎士遺產》（The Templar Legacy）
- 電影
  - 國家寶藏
- 影集
  - 騎士殞落（英语：Knightfall (TV series)）
- 游戏
  - 刺客教條系列：聖殿騎士團是刺客教條系列遊戲、小說、漫畫等作品中的主要反派組織，在表面歷史上覆滅後轉為祕密結社形式繼續暗中活動。
  - Fate/Grand Order
- 動畫
  - 日本小說《刀劍神域》中女主角亞絲娜加入的公會-血盟騎士團，其造形神似聖殿騎士團。

## 延伸閱讀
- Malcolm Barber, Keith Bate. The Templars: Selected sources translated and annotated by Malcolm Barber and Keith Bate (Manchester University Press, 2002) ISBN 978-0-7190-5110-4
- Addison, Charles. The History of the Knights Templar （页面存档备份，存于） (1842)
- d'Albon, André. Cartulaire général de l'ordre du Temple: 1119?–1150 （页面存档备份，存于） (1913–1922) (at Gallica)
- Barber, Malcolm. . Slate Magazine. 2006-04-20  [2014-10-13]. （原始内容存档于2011-09-19）. ;
- Brighton, Simon. . London, England: Orion Publishing Group. 2006-06-15. ISBN 0-297-84433-4.
- Butler, Alan; Stephen Dafoe. . Belleville: Templar Books. 1998. ISBN 0-9683567-2-9.
- Frale, Barbara. . Dunboyne: Maverick House Publishers. 2009. ISBN 978-1-905379-60-6.
- Gordon, Franck. . Paris, France: Yvelinedition. 2012. ISBN 978-2-84668-253-4.
- Haag, Michael. . London: Profile Books Ltd. 2012. ISBN 978-1-84668-450-0.
- Haag, Michael. . London: Profile Books Ltd. 2008. ISBN 978-1-84668-148-6.
- Hodapp, Christopher; Alice Von Kannon. . Hoboken, NJ: Wiley. 2007. ISBN 0-470-12765-1.
- Levaye, Patrick. Géopolitique du Catholicisme (Éditions Ellipses, 2007) ISBN 978-2-7298-3523-1
- Partner, Peter. . Rochester: Destiny Books. 1990. ISBN 0-89281-273-7.
- Ralls, Karen. . Wheaton: Quest Books. 2003. ISBN 0-8356-0807-7.
- Smart, George. . Bloomington: Authorhouse. 2005. ISBN 1-4184-9889-0.
- Upton-Ward, Judith Mary. . Ipswich: Boydell Press. 1992. ISBN 0-85115-315-1.

## 外部連結
- 中的“圣殿骑士团”

### 紀錄片
- 十字架的秘密 - 審判聖殿騎士團 Knights Templar on Trial （页面存档备份，存于）
- 聖經傳說 - 聖殿騎士團 The Secret Bible: Knights Templar （页面存档备份，存于）

### 電台節目
- 神秘之夜：聖殿武士 （页面存档备份，存于）2009-12-19 （廣東話）